# 哈德森鎮區 (密蘇里州貝茨縣)
哈德森鎮區（英語：Hudson Township）是位於美國密蘇里州貝茨縣的一個行政鎮區。

## 地方資料
哈德森鎮區的面積為119.11平方千米，當中陸地面積為118.93平方千米，而水域面積為0.18平方千米。根據2020年美國人口普查的數據，當地共有人口180人，而人口密度為每平方千米1.51人。